# Sathon Mansion
Sathon Mansion nebo sídlo Luana Chitchamongvanita je komplex historických budov v Bangkoku v Thajsku. Nachází se na Sathon Road v oblasti stejného jména. Komplex je postaven v neoklasicistním koloniálním stylu. Skládá se ze čtyř budov tvořících uzavřené nádvoří. Nejvyšší budova má tři patra. Hlavní fasáda je zdobena šestihranným portikem. Venku byl komplex obklopen zahradou, která zmizela po rozvoji území v roce 2000.

## Historie
Zámek byl postaven v roce 1888 za vlády krále Chulalongkorna (Rama V) pro Luana Chitchamongvanita (Chai Sua Yoma), zetě Luana Sathorna Rachayukta (Yoma Pisolyabutra), bohatého čínského podnikatele a úředníka, majitele a developera pozemků kolem khlongu (kanálu) Sathona. Okres, kanál a zámek nesou jeho jméno. V roce 1910 Luan Chitchamongwanit zkrachoval a vlastnictví zámku přešlo na Royal Treasury (později Bureau of Royal Property). Král Vajiravudh (Rama VI) udělil panské sídlo generálovi Chao Phraya Ram Rahopovi a později, ve 20. letech 20. století, zde sídlil Royal Hotel.
The Royal Hotel v Bangkoku provozovala Adele Staro, která byla italského původu. Podnik byl inzerován jako vynikající místo k pobytu pro podnikatele a rodinné hosty. V letech 1924 až 1928 v hotelovém pokoji pořádala Siam Society každoměsíční setkání.
V roce 1947 byl komplex pronajat SSSR jako místo pro sovětskou diplomatickou misi. Sovětský svaz, později Rusko, mělo v této budově velvyslanectví až do roku 1999.
V roce 2000 byla v rámci dalšího rozvoje této oblasti provedena rozsáhlá obnova komplexu. Obnova ponechala hlavní konstrukci beze změny a zachováno bylo také vnitřní dřevo, včetně neobvyklých ozdob sloupů v podobě prasečích hlav, odpovídajících znamení zvěrokruhu prvního majitele domu. Venku byla obnovena původní žlutobílá malba stěn domu. Interiéry jsou navíc zdobeny současnými thajskými uměleckými díly: tapisérie, obrazy, fotografie a sochy. Okolní pozemky byly zastavěny výškovými věžemi – kancelářská budova Sathorn Square a hotel W Bangkok, obklopující starou budovu ze dvou stran. V červenci 2015 byl komplex otevřen pro veřejnost jako hotelová restaurace a zábavní centrum. Byl pojmenován Dům na Sathonu.